# Мбыа (язык)
Мбья́-гуарани́ (Bugre, Mbiá, Mbua, Mbyá, Mbyá Guaraní, Mbya-apytere, Eastern Argentina Guaraní, Ka’yngua) — язык тупи-гуарани, на котором говорят 16 050 бразилианцев в 37 деревнях 7 штатов, в штате Парана, юго-восточнее от штатов Минас-Жерайс, Риу-Гранди-ду-Сул, Сан-Паулу, Санта-Катарина и Эспириту-Санту в Бразилии, 3000 аргентинцев в провинции Мисьонес на северо-востоке Аргентины, а также 8000 парагвайцев в департаментах Гуайра, Каагуасу, Канендию, Консепсьон и Сан-Педро в Парагвае. Лексически на 75 % схож с парагвайским диалектом гуарани. Есть диалекты батикола и тамбеопе.